# John Hancock (ornitolog)
John Hancock (ur. 1808 w Newcastle upon Tyne, zm. 1890) – brytyjski przyrodnik, naturalista, ornitolog, taksydermista i architekt krajobrazu. Jest uważany za ojca nowoczesnej taksydermii.
Urodził się w Newcastle upon Tyne w Anglii. Uczęszczał do The Royal Grammar School w swoim rodzinnym mieście. Był opiekunek i mistrzem znanego ornitologa Allana Brooksa.
Był bratem naturalisty Albany Hancocka. W Newcastle upon Tyne istnieje Hancock Museum, w którym eksponowane są zbiory należące do kolekcji obu braci.